# جرمانيا الصغرى
جرمانيا الصغرى كانت مقاطعة رومانية وقعت في الضفة الغربية للراين.
ووفقاً لبطليموس (2.9)، تضمنت جرمانيا الصغرى الراين من مصبه وحتى مصب نهر الأورينجا، وهو نهر يعرف على أنه نهر الآر أو الموزيل.